# Rue Montagne aux Herbes Potagères

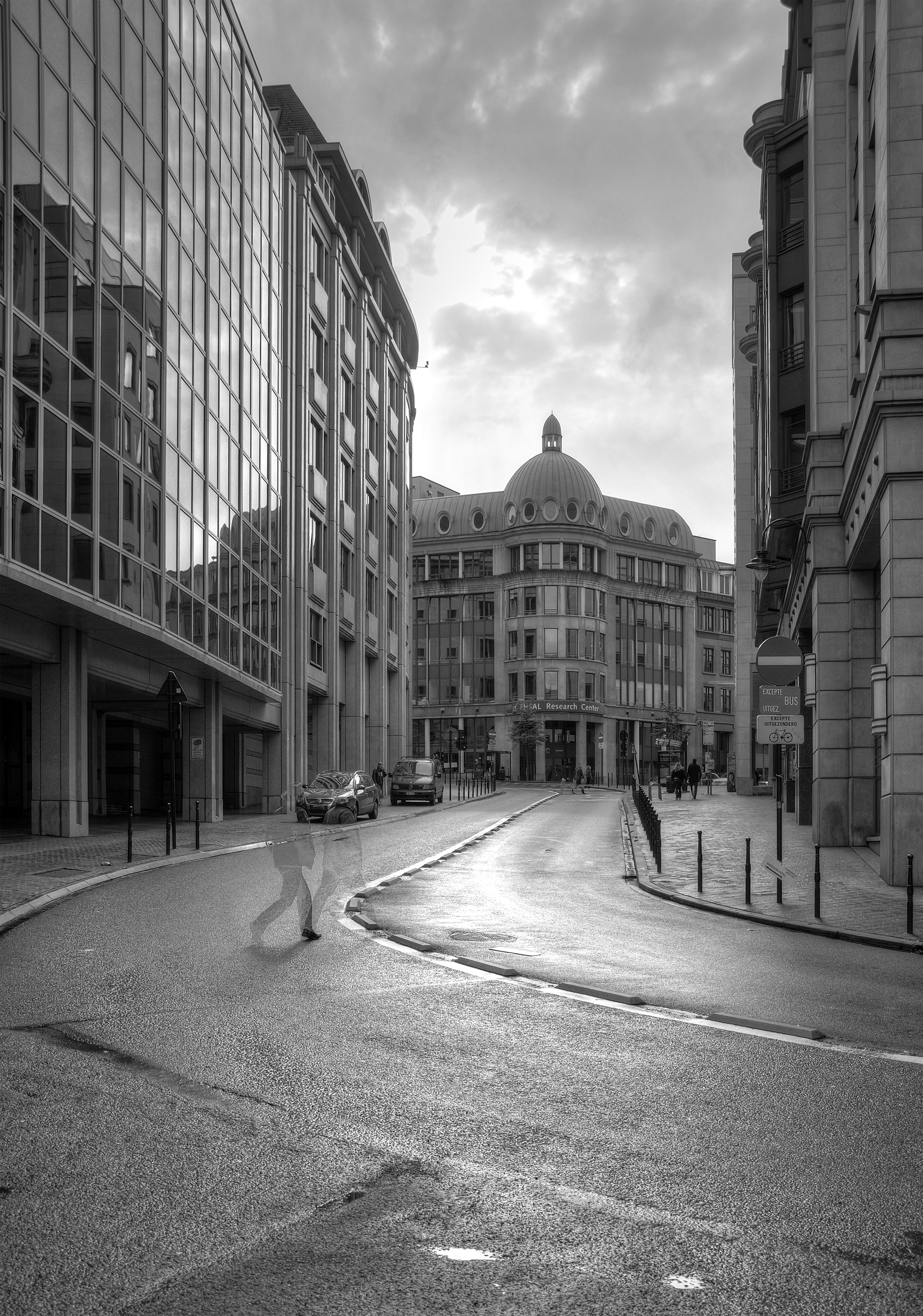
Rue Montagne aux Herbes Potagères.

La rue Montagne aux Herbes Potagères ou rue Montagne-aux-Herbes-potagères (en néerlandais : Warmoesberg), à Bruxelles, va de la rue d'Assaut à la rue des Comédiens. Son nom lui vient des nombreux potagers qui existaient dans ce quartier, jusqu'au XVIIe siècle. Jadis, la rue était fermée par une des portes de la première enceinte de Bruxelles, la Warmoespoort : située à hauteur du no 35, elle fut démolie en 1568.
Au no 2, un immeuble de 1865, remanié en 1905 par l'architecte Paul Saintenoy, est un exemple de façadisme : seule sa façade, utilisée comme écran, a été conservée devant l'immeuble T'Serclaes (1985).
Aux nos 5-7 se trouve un café bruxellois bien connu, À la Mort Subite. La marque de bière Mort subite en tire son nom. L'intérieur est en style néo-Louis XVI.
Au no 57, se trouve le musée de la Banque nationale de Belgique.

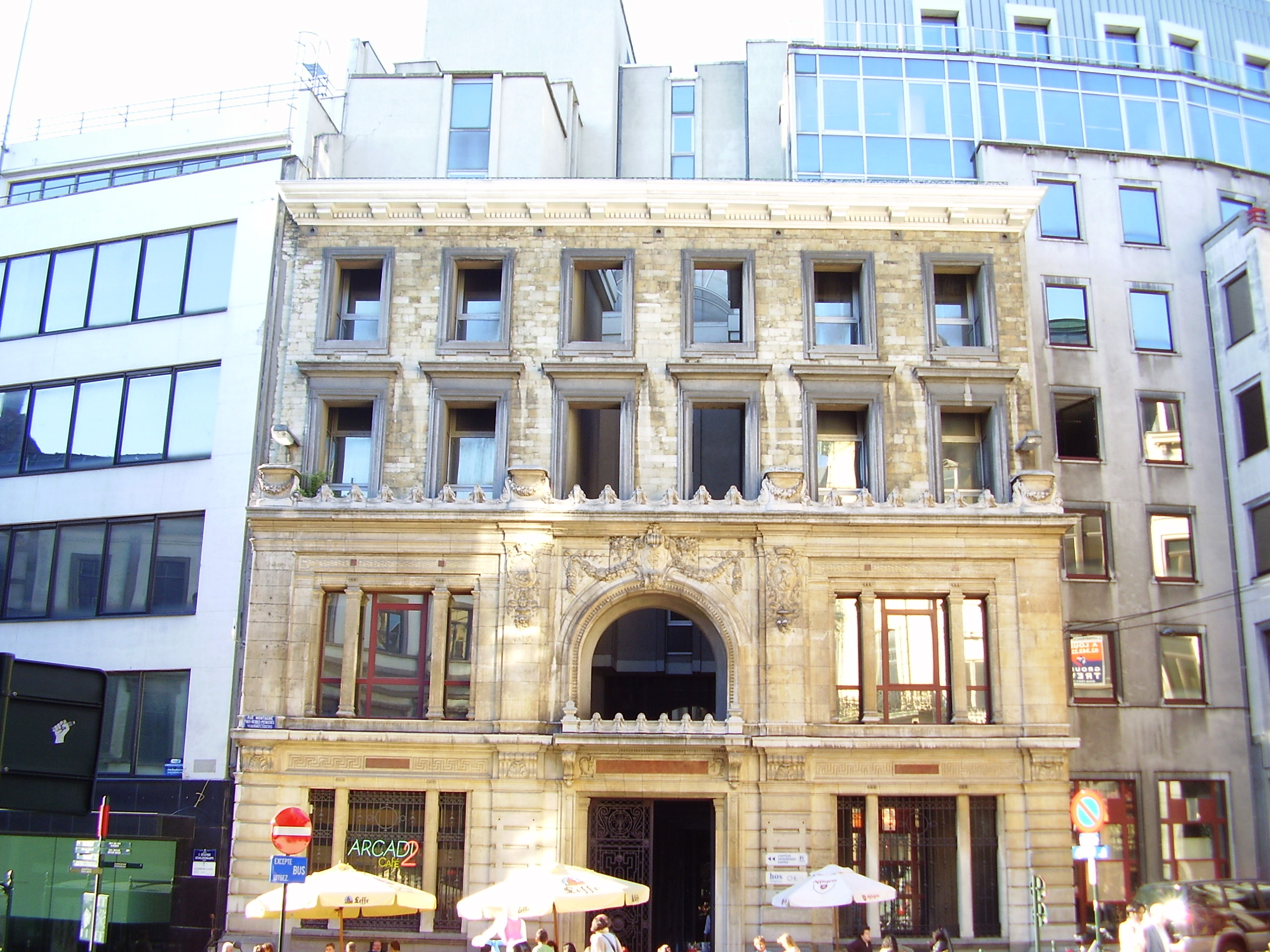
Immeuble de 1864, remanié par Paul Saintenoy en 1905 : seule une façade-écran subsiste devant un immeuble de 1985.
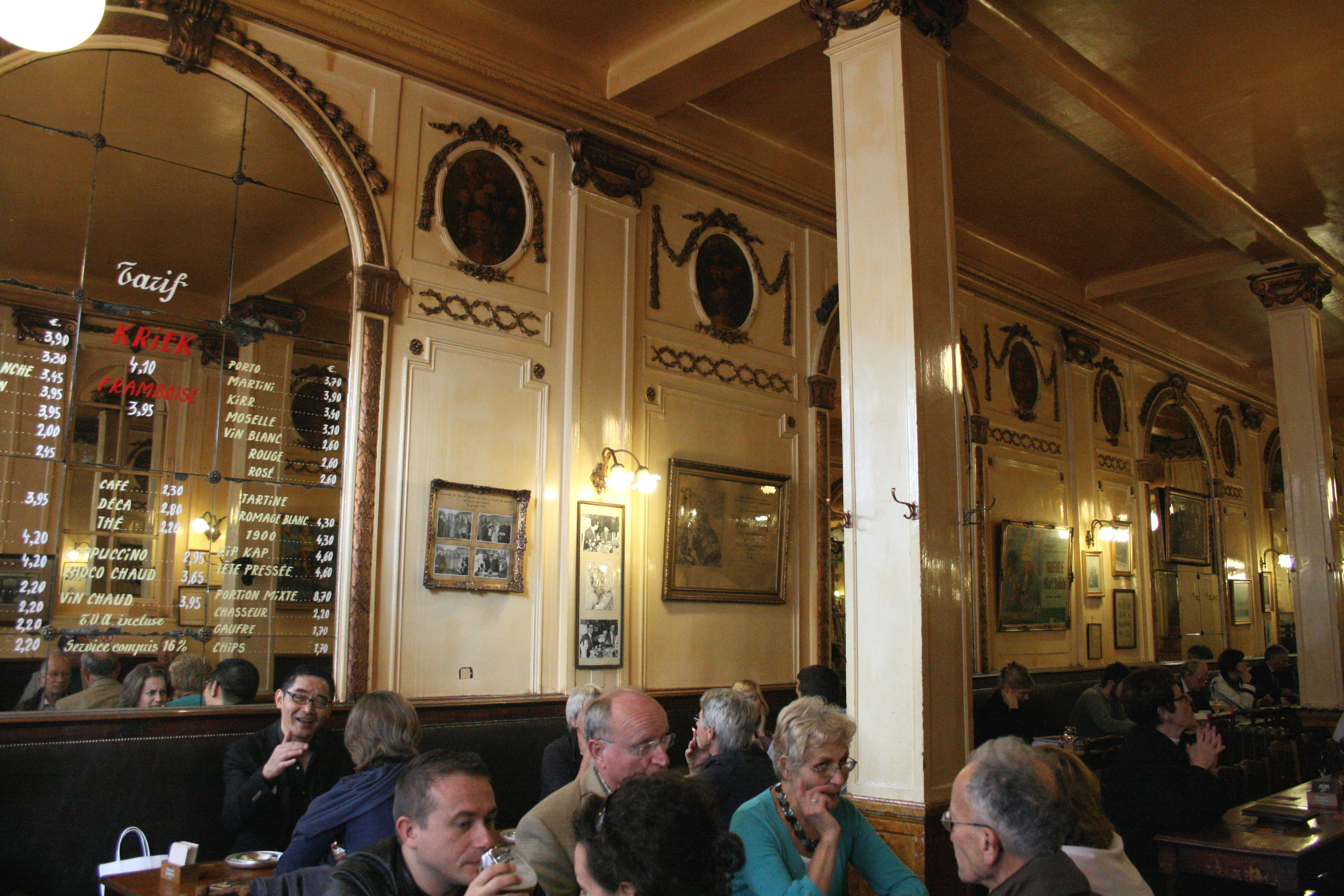
Intérieur du café À la Mort Subite.